# Микола Кавасила
Микола Кава́сила або Хамаєт (грец. Νικόλαος Καβάσιλας, Χαμαετός; 1322, Фесалоніки — 1397/1398) — православний богослов та літургіст, вчений-енциклопедист, філософ, письменник, представник візантийскої традиції ісихазму. Шанується в лику святих як праведний.

## Життєпис
Микола Кавасила народився в аристократичній сім'ї. Представники його роду відігравали важливу роль у церковному та політичному житті Візантії починаючи з XI століття. Його мати була сестрою трьох архієреїв, з яких найбільш відомий Ніл Кавасила, вчитель майбутнього світильника Церкви, архієпископ Фессалонікійський в 1361–1363 роках, автор ряду полемічних творів проти латинян.
У 1335–1340 роках Микола Кавасила навчався в Константинополі. Крім граматики, риторики і філософії, вивчав природничі науки, особливий інтерес виявив до астрономії.
Джерела свідчать, що вже в 1330-х роках Микола Кавасила перебував у тісному зв'язку з ісихастським рухом. Його духовним керівником в роки юності був учень преподобного Григорія Синаїта — майбутній Константинопольський Патріарх Ісидор Бухір.
Починаючи з 1341 року Кавасила активно бере участь в політичному і релігійному житті. Довгий час він був другом та радником імператора Іоанна Кантакузина, підтримував його під час громадянської війни, насилу врятувався від смерті в дні страшної різанини Фессалонікійської знаті зилотами в серпні 1345 року.
В 1347 р. імператор доручив Кавасилі супроводжувати новообраного архієпископа Фессалонікійського Григорія Паламу на його кафедру. Солуняни не прийняли святителя. Він і Кавасила попрямували на Святу Гору Афон, де пробули рік.
Як свідчать джерела, Кавасила і його друг Димитрій Кідоніс знали від самого імператора про його намір віддалитися в монастир святого Маманта (1349) і зібралися піти за ним. Кантакузин характеризує їх як чоловіків, які отримали вищу мудрість…

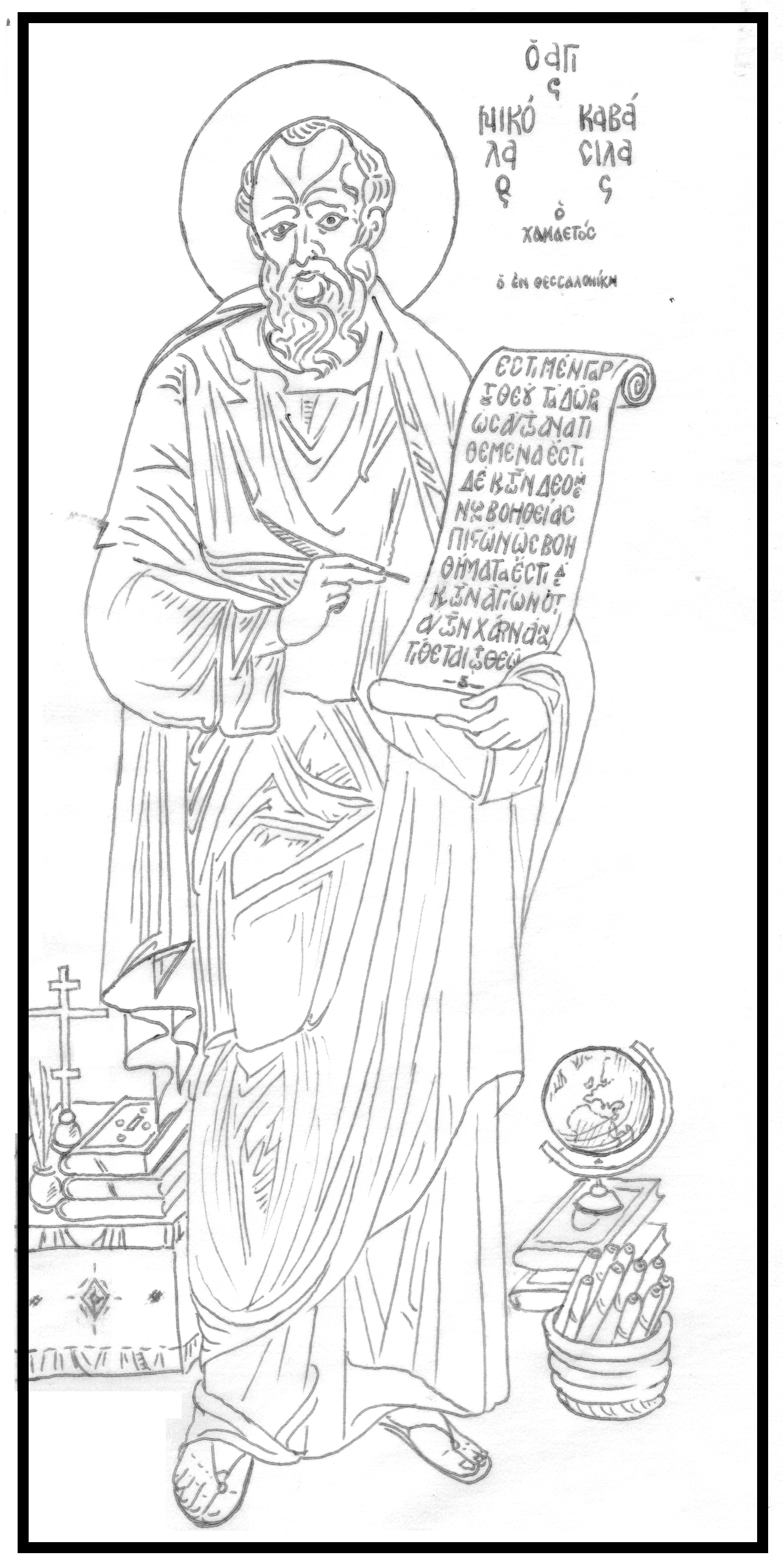
Прорис ікони Миколи Кавасили

Кавасила твердо дотримувався православної позиції під час і після Влахернського собору 1351 року, який засудив антипаламітів. Про його високий авторитет у сучасників свідчить наступний факт: в 1353 опустів патріарший престол Константинополя. Собор серед трьох кандидатів, запропонованих імператору, назвав і мирянина Кавасилу. Мирянином він, очевидно, залишався до кінця життя, принаймні жодне з джерел, що дійшли до нас, не говорить про прийняття Кавасилою чернечого постригу або священницького сану. (Приписування ж йому честі Фессалонікійського архієпископа засноване на історичному непорозумінні.)
Про життя Кавасили після 1353 р. до нас дійшли лише деякі уривчасті свідчення.
В 1354 році він проголошує панегірик при вступі на імператорський престол Матвія Кантакузина, сина Іоана.
В 1363 році він прибув в Фессалоніки на похорон свого дядька Ніла, а пізніше і свого батька. Свідченням того, що він жив ще в першій половині 90-х років, є листи, що піддаються точному датуванню, направлені йому Мануїлом II Палеологом, Димитрієм Кідонісом і Йосипом Врієннієм.
Вірогідною датою кончини Кавасили вважається 1397 (1398) рік.

## Праці
Спадщина, залишена Миколою Кавасилою, досить велика. Кількість тільки богословських його праць перевищує півтора десятка. До самих ранніх його творів відноситься уривок із коментарів до Птолемея; «Про ріст проти лихварів», книгу про неправильну позовах цивільних начальств стосовно церковним предметів.

Чимало залишилося від нього окремих слів моральних, на свята і похвальних. З них можна вказати слова: на Страсті Христові, на Вознесіння, на великомученика Димитрія, на св. Феодори Чудотвориці, на трьох вселенських святителів. З богословських творів його відомі: «Яка мета втілення Господа», «Проти помилок Никифора Григори», «Виклад на пророка Єзекіїля», «Про душу» та інші дрібні твори і листи. Однак, за справедливим зауваженням І. І. Соколова: 
|  | слава Миколи Кавасили як богослова-містика покоїться головним чином на його творі «Про життя у Христі». |

У семи главах («словах») цього видатного твору Кавасила піддає глибокому розгляду і дослідженню природу православного духовного життя. Його богослов'я — це відвертий і глибокий діалог Православ'я з світоглядом, що народжується, в якому утопії гуманізму без Христа протиставляється церковне вчення про людину, яка створена по образу і подобі Божій і призваній до відновлення затьмареного образу, до обоження, життю в Христі, яке можна знайти через всеціле приєднання до літургійного і молитовного досвіду Церкви.
|  | «Гріх розтліває людину. А Христос відновлює і знову створює людину, подаючи їй Своє Тіло». |

## Канонізація
3 червня 1982 року Микола Кавасила був прославлений у лику святих Синодом Елладської православної церкви.

## Пам'ять
День його пам'яті встановлений на 20 червня (за новим стилем).